# Templo de Isis (File)
El Templo de Isis en File, ubicado en el barrio suroeste de la isla, es la construcción principal de la isla y uno de los principales santuarios de la diosa Isis en Egipto.  
El templo fue erigido por los gobernantes lágidas (dinastía helenística, 332-30 a. C.) sobre un santuario anterior, que se cree que fue obra de Amosis II (570-526 a. C.), faraón de la dinastía XXVI cuyo nombre está atestiguado en numerosos bloques reutilizados. Nectanebo I, faraón de la XXX, que reinó del 380 al 362 aC, hizo construir un elegante pabellón alrededor del año 370 en el extremo sur de la isla.
Es el último lugar de culto de la diosa; hacia el año 530 el emperador Justiniano ordenó la clausura del templo.
Después de la construcción de la Presa de Asuán, la isla quedó totalmente sumergida en la década de 1970. El templo engrosó entonces el conjunto de monumentos faraónicos y grecorromanos de la isla que fueron trasladados a la vecina isla de Aguilkia, también llamada Filé por conveniencia, sobre todo como lugar de destino turístico mundial .
La explanada situada frente al primer pilono está cerrada por un pórtico de varios capiteles. El muro occidental está perforado con ventanas que dan a la isla de Bigeh, ahora un islote desde que se trasladó el templo, y una escalera entre las columnas duodécima y decimotercera que conduce a un nilómetro . La cornisa del pórtico está decorada con discos solares situados precisamente frente a los templos de Arensnufis, Bigeh e Imhotep. El techo está decorado con buitres Nejbet con las alas extendidas y mirando al oeste.

## Galería

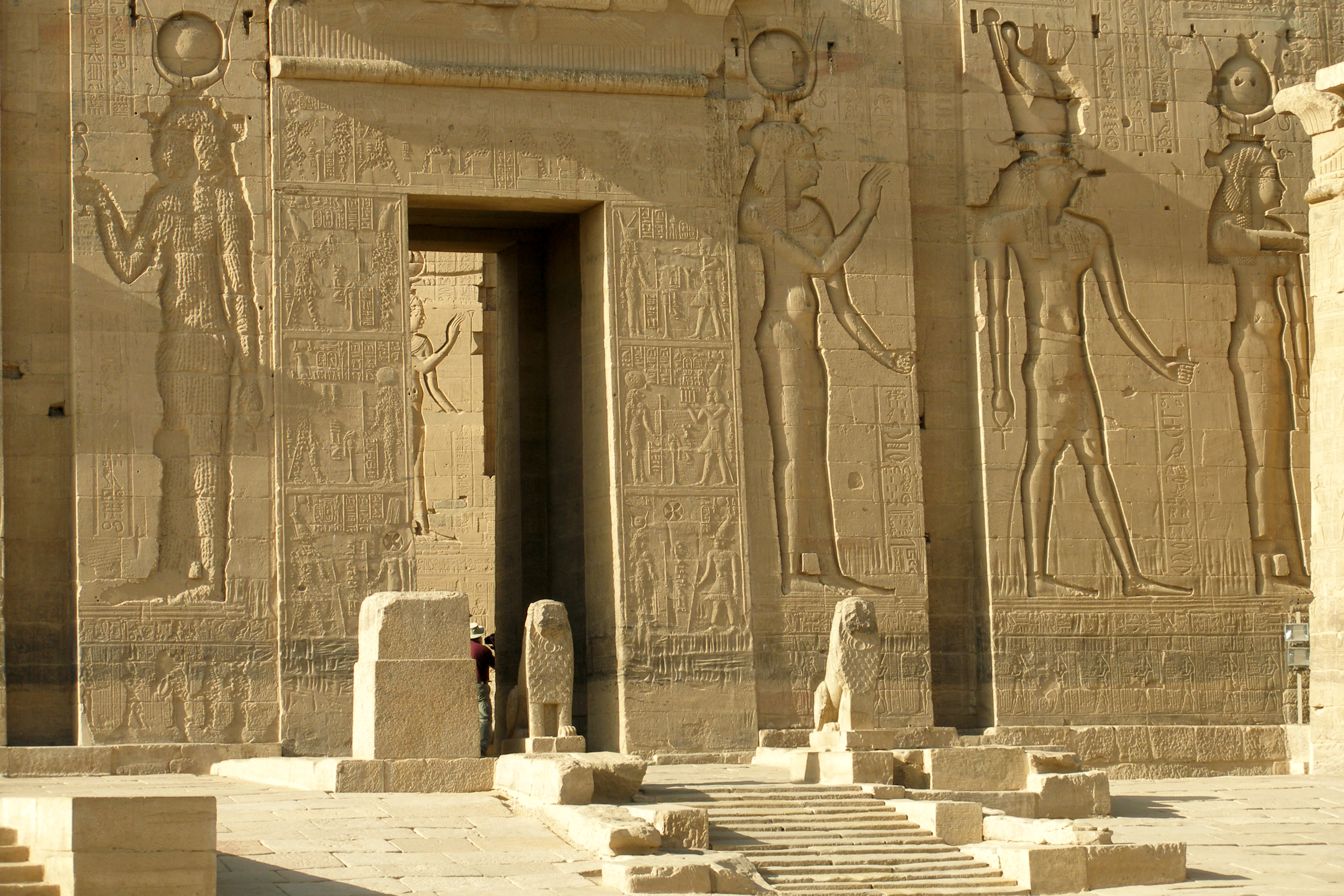
Entrada al Templo de Isis
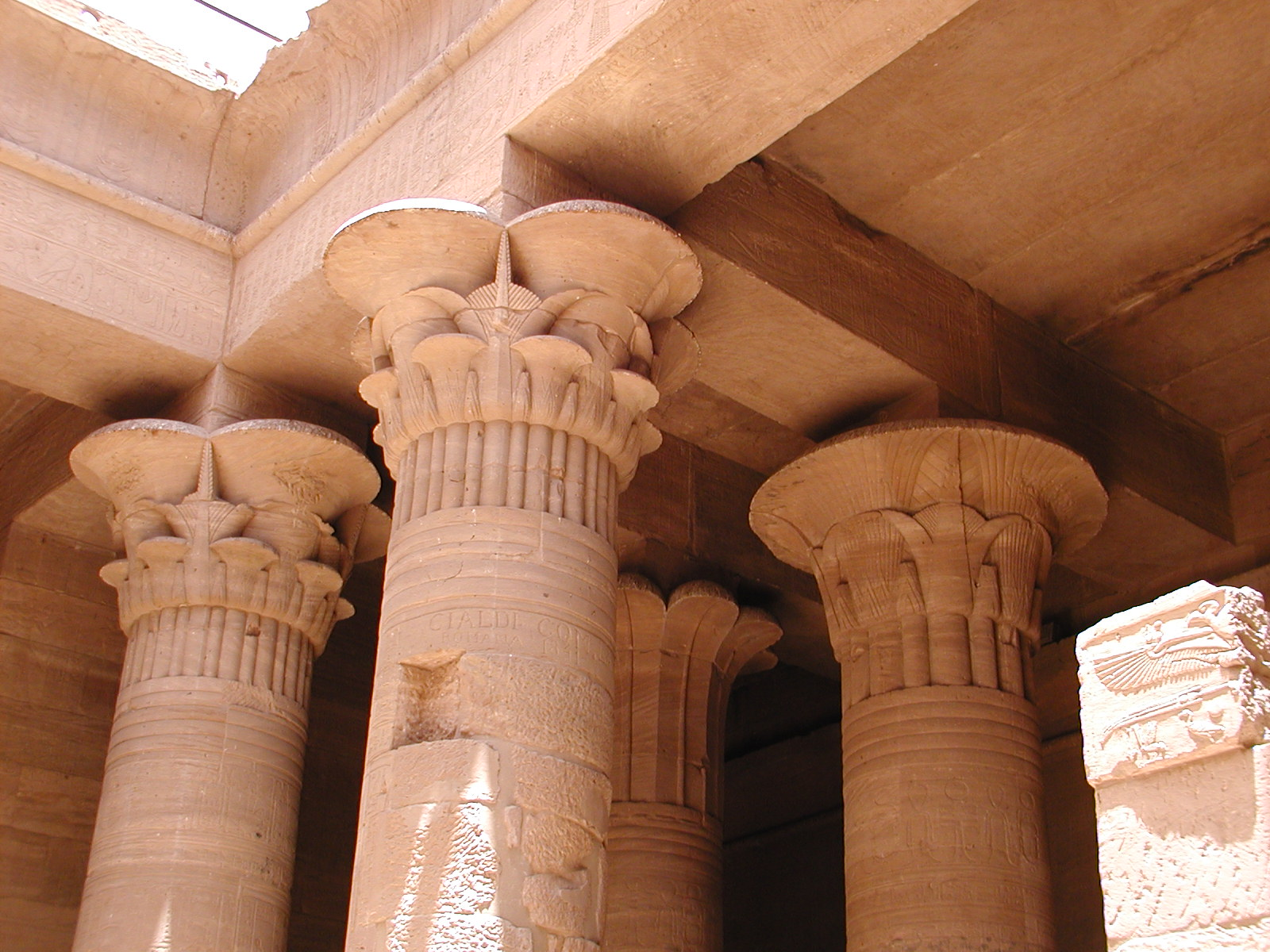
Capiteles papiriformes abiertos
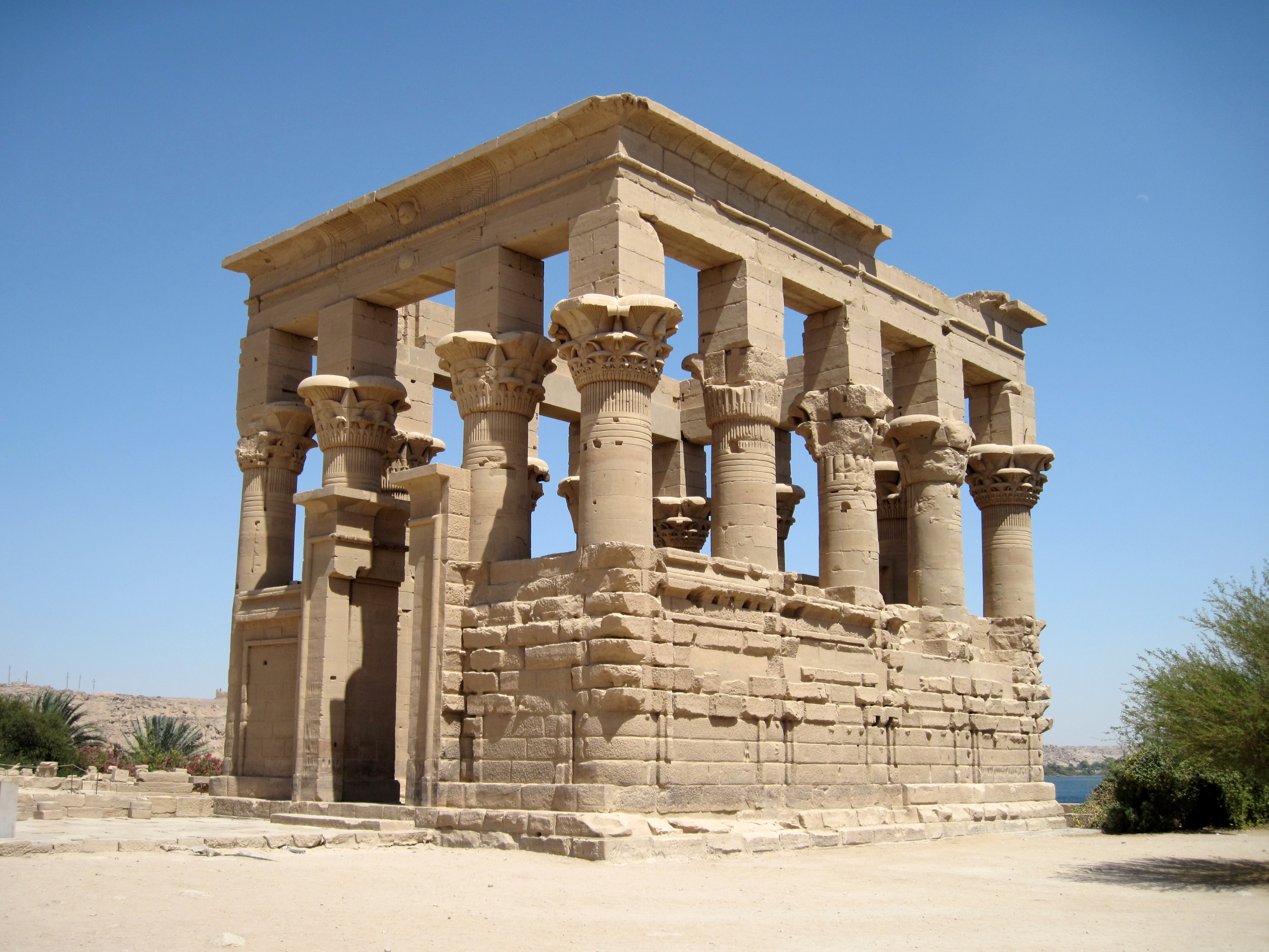
Quiosco de Trajano, siglo 1